# Neoneuromus coomani
Neoneuromus coomani is een insect uit de familie Corydalidae, die tot de orde grootvleugeligen (Megaloptera) behoort.